# Sven Kardell
Sven Johan Kardell (i riksdagen kallad Kardell i Östersund), född 30 januari 1842 i Avesta, död 6 januari 1923 i Östersund, var en svensk läroverkslärare och politiker (liberal).

## Biografi
Sven Kardell, som var son till en kamrerare, blev 1866 filosofie doktor vid Uppsala universitet på en avhandling om Hesiodos, och var lektor i historia och latin vid högre allmänna läroverket i Östersund 1868–1907. Mellan 1876 och 1921 var han bibliotekarie vid det av honom själv ordnade och katalogiserade Jämtlands bibliotek, och han var mycket aktiv i Jämtlands läns fornminnesförening samt medlem i dess styrelse 1887–1921. Han var även ledamot i stadsfullmäktige och i Jämtlands läns landsting.
Kardell var riksdagsledamot i andra kammaren 1888–1901 för Östersunds och Hudiksvalls valkrets. Vid 1889 års riksdag anslöt han sig till Andra kammarens center, men övergick till Folkpartiet då detta parti bildades 1895, och följde därefter med till Liberala samlingspartiet då folkpartiet uppgick i detta parti 1900. I riksdagen var han bland annat ledamot i lagutskottet 1894–1895. Han engagerade sig särskilt i skolfrågor men också för sänkta tullar och avskaffande av dödsstraffet.